# Фессия
Фессия (лат. Fessia) — род травянистых растений семейства Спаржевые (Asparagaceae), распространённый на Кавказе, в Западной (северный Иран), Средней и Южной Азии (Афганистан и северо-запад Индии).

## Таксономия
Fessia Speta, Phyton (Horn) 38(1): 100 (1998).
Род назван в честь австрийского философа, антрополога, психолога и писателя Бернарда Хайндля (нем. Bernhard Heindl, род. 1947, название образовано от прозвища).
Иногда род рассматривается как секция в составе рода Пролеска [Scilla sect. Fessia (Speta) Mordak (2006)].

### Виды
Род включает 13 видов:
- Fessia assadii Malekloo, Hamdi & Jouharchi
- Fessia bisotunensis (Speta) Speta
- Fessia furseorum (Meikle) Speta
- Fessia gorganica (Speta) Speta
- Fessia greilhuberi (Speta) Speta
- Fessia hohenackeri (Fisch. & C.A.Mey.) Speta typus — Фессия Гогенакера
- Fessia khorassanica (Meikle) Speta
- Fessia olangensis Zubov & Ruksans
- Fessia parwanica (Speta) Speta
- Fessia purpurea (Griff.) Speta
- Fessia puschkinioides (Regel) Speta — Фессия пушкиниевидная
- Fessia raewskiana (Regel) Speta — Фессия Раевского
- Fessia vvedenskyi (Pazij) Speta